# Birger Fredrik Motzfeldt
Birger Fredrik Motzfeldt (Nesna, 22 febbraio 1898 – 3 settembre 1987) è stato un generale norvegese.

## Biografia
Era figlio dell'ufficiale giudiziario Birger Fredrik Motzfeldt, e di sua moglie, Augusta Marie Andersen. È stato sposato due volte, la sua seconda moglie era la scultrice di vetro Benny Anette Berg-Nilsen.

## Carriera
Motzfeldt divenne un ufficiale nel 1920 e poi servì nel reggimento della Guardia di Sua Maestà il Re e nella Fortezza di Akershus. Insegnò presso la scuola di formazione dell'aviazione dell'esercito (1924-1925 e 1932-1935). Fu aiutante di campo di Haakon VII (1935-1938).
Quando i tedeschi invasero la Norvegia nel mese di aprile 1940, Motzfeldt era negli Stati Uniti al fine di acquisire più aeromobili per la Norwegian Army Air Service. Successivamente è stato nominato assistente addetto all'aria negli Stati Uniti. Tra le sue iniziative vi era la costituzione del campo di addestramento dei piloti Little Norway. Tornò a Londra nel 1941 e prese parte allo sviluppo della Royal Norwegian Air Force in esilio in Gran Bretagna.
Durante la Guerra Fredda contribuì allo sviluppo di una forza aerea moderna in Norvegia. È stato promosso al grado di maggiore generale nel 1953 e a tenente generale nel 1955. Fu nominato capo della Royal Norwegian Air Force (1955-1960).